# دیالانگ
دیالانگ (به انگلیسی: DIALANG) یک سیستم تشخیصی آنلاین است که برای ارزیابی مهارت فرد در 14 زبان اروپایی طراحی شده است. صلاحیت های تست شده عبارتند از خواندن، نوشتن، گوش دادن، دستور زبان و لغات، در حالی که صحبت کردن به دلایل فنی حذف شده است.
DIALANG در درجه اول برای شهروندان اروپایی طراحی شده است تا توانایی های زبانی خود را در پایبندی از چارچوب مرجع مشترک اروپا - CEFR - به عنوان پایه ای  برای تعیین مهارت زبان ارزیابی کنند. CEFR یک چارچوب کاملاً شناخته شده است که برای توصیف و اندازه گیری سطح مهارت زبان آموز در یک زبان خاص استفاده می شود.
بودجه DIALANGE از سوی  برنامه SOCRATED و توسط حدود 25 موسسه، که عمدتاً دانشگاه ها بودند، در سراسر اتحادیه اروپا تأمین شد. DIALANGدر پیوست C، صفحات 226-243 سند رسمی CEFR توضیح داده شده است.

## چهارده زبان
نسخه فعلی DIALANG آزمون هایی را به زبان های دانمارکی، هلندی، انگلیسی، فنلاندی، فرانسوی، آلمانی، یونانی، ایتالیایی، پرتغالی، اسپانیایی، سوئدی، ایرلندی، ایسلندی و نروژی ارائه می دهد . این یک پروژه تحت وب است و سیستم می تواند از وب سایت خود بصورت رایگان بارگیری شود. کاربران برای استفاده از نرم افزار باید اتصال اینترنتی داشته باشند.
DIALANG آزمون جداگانه ای برای خواندن، نوشتن، گوش دادن، ساختارهای دستوری و واژگان ارائه می دهد . DIALANG دستورالعمل های آزمون، کنترل ها، صفحات راهنما، توضیحات، اظهارات ارزیابی خود، نتایج آزمون، بازخورد و مشاوره را به هر 14 زبان ارائه می دهد.
این تست ها به کاربران این امکان را می دهد  تا از نقاط قوت و ضعف خود آگاه شوند. این آزمون ها در طیف گسترده ای از سطح مهارت از مبتدی تا پیشرفته ارائه می شود. با توجه به محدودیتهای طراحی آزمون، DIALANG هنوز روشهای موثری برای تست گفتاری و نوشتاری ارائه نکرده است. کاربران باید توجه داشته باشند که DIALANG از رویکرد غیرمستقیم برای ارزیابی وظایف نوشتاری استفاده می کند: بسیاری از تکالیف نوشتاری در DIALANG شبیهه تکالیف خواندن، واژگان یا دستور زبان است. به کاربران فرصت نوشتن برای انجام برخی تکالیف داده می شود. با این حال، ممکن است فقط به چند کلمه محدود شوند.
DIALANG برای اهداف صدور گواهی نامه مورد استفاده قرار نمی گیرد. آن برای گواهی صلاحیت زبان طراحی نشده است. هدف از DIALANG ارائه اطلاعات در مورد نقاط قوت و ضعف آزمون دهندگان در یک زبان است. DIALANG پیشنهاد می کند که سیستمش برای معلمان، موسسات آموزش زبان، موسساتی که برنامه های یادگیری زبان مستقلی را اجرا می کنند و موسساتی که علاقه مند به ترویج‌ مهارت  زبان در بین کارکنان خود هستند، بسیار ارزشمند خواهد بود.
DIALANG برای هر زبان آموز خارجی در نظر گرفته شده است. DIALANG می تواند مهارت زبان افرادی  را که به طور رسمی در کلاس های زبان آموزش دیده اند و افرادی که غیر رسمی آموزش می بینند ارزیابی کند. DIALANG نشان می دهد که ویژگی منحصر به فرد آن در ارائه آزمون به 14 زبان می تواند به ویژه برای زبان آموزان متنوع زبان دوم در کانادا مناسب باشد. (Zhang & Thompson 2004)   .
برای شرکت کنندگان در آزمون DIALANG هیچ محدودیت سنی وجود ندارد. با این حال، مهم است تشخیص دهیم که تکالیف نوشته شده توسط DIALANG با مسائلی که ممکن است برای زبان آموزان جوان جذاب نباشد،نوشته و طراحی شده باشند. همچنین، شرکت کنندگانL1  که در میان 14 زبان ذکر شده نیستند و مهارت کافی در هیچ یک از این زبان ها را ندارند، ممکن است قادر به درک دستورالعمل ها یا عبارات موجود در پرسشنامه خودارزیابی نباشند.
با ساده کردن زبان آموزش، DIALANG می تواند برای طیف وسیعی از کاربران قابل دسترسی باشد (Zhang & Thompson 2004)   .
1. 1 2 3 4  "Website of the DIALANG system". Archived from the original on 2011-09-10. Retrieved 2011-10-16.
2. ↑  Danish, Dutch, English, Finnish, French, German, Greek, Icelandic, Irish-gaelic, Italian, Norwegian, Portuguese, Spanish and Swedish.
3. 1 2  Alderson, J. Charles., Huhta, Ari (2005). The development of a suite of computer-based diagnosis tests based on the Common European Framework. Language Testing, 22 (3), 301.